# Nagy Géza (festő)
Nagy Géza (Kolozsvár, 1954. május 9.–) magyar festőművész és grafikus.

## Életpályája
Művészcsaládban született, édesanyja Teutsch Éva Klára festőművész, rajztanár, édesapja Abodi Nagy Béla festőművész, egyetemi tanár a kolozsvári Ion Andreescu Képzőművészeti Akadémián. 1976-ig ő volt Nagy Géza mestere. 1976-1980-ig hallgatója volt a Ion Andreescu Képzőművészeti Akadémiának, 1980-1981-ben végezte el a mesterkurzust. Felesége Nagy Stoica Georgeta festőművész, grafikus. Lánya, Dóra Abodi divattervező.
A mesterképző befejezése után a Nagyváradi Szabad Iskola tanára lett, könyvcímlaptervezőként, illusztrátorként a Kriterion Könyvkiadó foglalkoztatta, 1983-tól szabadfoglalkozású művész.
1977-től számos csoportos és egyéni tárlat résztvevője (Bukarest, Kolozsvár, Tulcea, Iaşi, Nagyszeben, Nagyvárad, Budapest, Debrecen, Hódmezővásárhely, Békéscsaba, Eger, Szombathely, Strasbourg, London, Glasgow, Cleveland, Leigh, Middlesbrough, Győr stb.) Alapítványi és alkotói ösztöndíjak kedvezményezettje, majd 1989-től 1992-ig Derkovits-ösztöndíjas.
1988-tól Győrött, 2008-tól Budapesten él. Tagja a Magyar Képző- és Iparművészek Szövetségének, a Magyar Festők Társaságának, a Magyar Grafikusművészek Szövetségének, a Magyar Alkotóművészek Országos Egyesületének, a Magyar Képző- és Iparművészeti Társaságok Szövetségének és a Magyar Elektrográfiai Társaságnak.
1976-tól 1988-ig számos könyvet tervezett és illusztrált. A grafikai művészet valamennyi ágában otthonosan mozog (akvarell, litográfia, rézkarc, egyedi rajz és alkalmazott grafika). A festészet terén elért eredményei szintén figyelemreméltók. Szociográfiai szemléletű lapjai a szürrealizmus és hiperrealizmus jegyeit mutatják. Művésztanárként is tevékenykedett.

## Egyéni kiállítások (válogatás)
- 1976 Petőfi Sándor Művelődési Központ, Bukarest, Románia
- 1983 Képzőművészek Szövetségének Nagygalériája, Kolozsvár, Románia
- 1983 Galerie Lange, Bonn, Németország
- 1984 Werkstatt Galerie, Gelsenkirchen, Németország
- 1989 90 – Rösrath Galerie, Köln, Németország
- 1998 Városi Művészeti Múzeum, Győr
- 1998-99 – Kisgaléria, Komárom (Nagy Stoica Georgetával)[3]
- 2000 Városi Művészeti Múzeum, Győr

## Csoportos kiállítások (válogatás)
- 1979 – Országos Köztársasági Kiállítás – Bukarest, Dalles Galéria, Románia 1979 – Országos Köztársasági Kiállítás – Kolozsvár, Nagygaléria, Románia
- 1979 – Fiatal Művészek Csoportkiállítása – Kolozsvár, Megyei Művészeti Múzeum, Románia
- 1980 – Országos Sokszorosított Grafikai Szalon – Tulcea, Művészeti Múzeum, Románia
- 1979 – Megyei Képzőművészeti Tárlat – Kolozsvár, a Szövetség Galériája
- 1980 – Országos Plakátkiállítás – Kolozsvár, a Szövetség Nagygalériája (I. díj)
- 1980 – Sokszorosított Grafika – Kolozsvár, Megyei Művészeti Múzeum, Románia
- 1980 – Ifjúsági Képzőművészeti Biennále – Kolozsvár, Nagygaléria (Ifjúsági díj)
- 1981 – Csoportkiállítás, Nagyszeben, Bruckenthal Múzeum, Románia
- 1981 – Grafikai Őszi Tárlat – Kolozsvár, a Szövetség Galériája, Románia
- 1982 – Grafikai Biennále – Gyulafehérvár, Városi Galéria, Románia
- 1982 – Megyei Tárlat – Kolozsvár, a Szövetség Galériája, Románia
- 1982 – Ifjúsági Képzőművészeti Biennále – Kolozsvár, Nagygaléria, Románia
- 1983 – Interregionális Kiállítás – Kolozsvár, Megyei Művészeti Múzeum, Románia
- 1983 – Országos Sokszorosított Grafikai Szalon – Tulcea, Művészeti Múzeum, Románia
- 1983 – Országos Köztársasági Kiállítás – Bukarest, Dalles Galéria, Románia
- 1983 – Megyei Képzőművészeti Tárlat – Kolozsvár, a Szövetség Galériája, Románia
- 1984 – Ifjúsági Képzőművészeti Biennále – Gyulafehérvár, Románia
- 1989 – Erdélyi Művészek Magyarországon – Budapest, Pesterzsébeti Múzeum
- 1989 – Erdélyi Művészek Magyarországon – Százhalombatta, Városi Galéria
- 1989 – Erdélyi Művészek Magyarországon – Békéscsaba – Munkácsy Mihály Múzeum
- 1989 – Erdélyi Művészek Magyarországon – Győr, Nemzeti Színház
- 1989 – Csoportkiállítás – Székesfehérvár, Városi Múzeum
- 1989 – Csoportkiállítás – Nagykovácsi, Iskolagaléria
- 1989 – Őszi Tárlat – Hódmezővásárhely, Tornyai János Múzeum
- 1990 – Válogatás az Őszi Tárlat anyagából – Hatvan, Galéria
- 1990 – Derkovits-ösztöndíjasok Kiállítása – Budapest, Ernst Múzeum
- 1990 – A Grafika Mesteri – Budapest, Árkád Galéria
- 1990 – Őszi Tárlat – Hódmezővásárhely, Tornyai János Múzeum
- 1991 – Grafikusművészek Csoportkiállítása – Tatabánya
- 1991 – Derkovits-ösztöndíjasok Kiállítása – Budapest, Ernst Múzeum
- 1991 – „Grafikai Műtermek”, Grafikusművészek Csoportkiállítás, Budapest, Csontváry Galéria
- 1991 – Országos Kiállítás – Debrecen, Kölcsey Művelődési Központ, Kossuth Lajos Tudományegyetem
- 1991 – II. Református Világkongresszus – Debrecen
- 1991 – Alföldi Tárlat – Békéscsaba, Munkácsy Mihály Múzeum
- 1991 – Őszi Tárlat – Hódmezővásárhely, Tornyai János Múzeum
- 1991 – Cleveland International Drawing Biennale – Middlesbrough, Great Britain
- 1992 – Csoportos – Cleveland Gallery; Dorman Gallery; Oriel Gallery, Great Britain
- 1992 – Csoportos – Collins Gallery, Glasgow, Great Britain
- 1992 – Csoportos – The Turnpike Gallery, Leigh, Great Britain
- 1992 – Csoportos – South London Art Gallery, London, Great Britain
- 1992 – Csoportos – Derby Museum and Art Gallery, London, Great Britain
- 1992 – Derkovits-ösztöndíjasok Kiállítása – Budapest, Olof Palme Terem
- 1992 – Akvarell biennále – Eger, Vármúzeum
- 1992 – Visual Arts Festival – Cleveland, Great Britain
- 1994 – Tavaszi Tárlat – Budapest, Petőfi Csarnok; Közlekedési Múzeum
- 1994 – Akvarellbiennálé – Eger, Dobó István Múzeum
- 1994 – Derkovits-ösztöndíjasok 1995-1993, Centenárium – Szombathelyi Képtár
- 1994 – „Európa elrablása”, Magyar Festők Társasága – Budapest, Vigadó Galéria
- 1995 – ”Magyar festők – 1995”- Budapest, BÁV Aukciós Terem
- 1997 – Mediawave – Győr, Zsinagóga
- 1997 – Megyei Tárlat – Győr, Rómer Terem (Győr-Moson-Sopron Megyei Díj)
- 1997 - Csoportkiállítás-Győr, Audi Hungaria
- 1997 – Nemzetközi Grafíkai Biennálé – Győr, Városi Művészeti Múzeum
- 1998 – „Ecce homo” – Festészetí Kiállítás – Budapest, Vigadó Galéria
- 1998 – Csoportkiállítás – Győr, Audi Hungária
- 1998 – Megyei Tárlat – Soproni Múzeum
- 1999 – „10 Jahre Europa 1989-1999” – Europahaus Burgenland, Austria
- 1999 – Győri Művészek Csoportkiállítása – Pécs, Galéria
- 1999 – „Gleiches Ahnliches-Anderes” – Ingolstadt, Stadtlischen Galerie, Germany
- 1999 – „10 Jahre Europa” – Saarbrucken, Germany
- 1999 – II. Festészeti Triennálé, „ Betű a képen” – Művészetek Háza, Szekszárd
- 1999 – Megyei Tárlat – Mosonmagyaróvár, F.K.Művelődési Központ (Győr Város Díja)
- 2000 –„Máskor, Máshol”, a Magyar Festők Társaságának Millenniumi Kiállítása – Szeged, Móra Ferenc Múzeum
- 2000 – „20x20” – Kisképek Nemzetközi Fesztiválja – Budapest
- 2000 – Körképek, a Magyar Festők Társaságának Millenniumi Kiállítása – Budapest, Vigadó Galéria
- 2000 – Megyei Tárlat – Győr, Patkó Gyűjtemény
- 2000 – „A Győri Grafikai Műhely” – Győr, Városi Művészeti Múzeum
- 2001 – „Négy művész”, Csoportkiállítás, Győr-Moson-Sopron Kereskedelmi Kamarája, Győr
- 2001 – „Fény és Árnyék”- Kontraszt a festészetben, Magyar Festők Társasága, Kecskeméti Galéria, Kecskemét
- 2001 – Magyar Kultúra Napja, Képzőművészeti Kiállítás – Győr, Városháza
- 2002 – Győr-Moson-Sopron Megyei Tárlat, Rómer Terem
- 2002 – Csoportkiállítás, Magyar Képzőművészek és Iparművészek Szövetségének székháza, Budapest
- 2002 – „Tendenciák”, Magyar Képzőművészek és Iparművészek Szövetsége, Szekszárd, Művészetek Háza
- 2002 – Kisméretű Elektrográfiák Nemzetközi Kiállítása, Budapest.
- 2003 – Megyei Őszi Tárlat, Győr, Bartók Béla Művelődési Központ (Győr Megyei Jogú Város Önkormányzatának Díja)
- 2003 – Euroregió Művészeti Díj – „Grenzgänge – Kulturherbst”, Burgenland, Funkhaus Eisenstadt.
- 2004 – Euroregió Művészeti Díj – Szombathelyi Képtár.
- 2004 – Megyei Őszi tárlat, Győr

## Díjai, ösztöndíjai (válogatás)
- 1980 Országos Plakátkiállítás I. díj, Románia
- 1980 Ifjúsági Képzőművészeti Biennále díja, Kolozsvár
- 1989-1991 Derkovits-ösztöndíj
- 1989-1990 MHB Alkotói Ösztöndíj
- 1997 Győr-Moson-Sopron megye Önkormányzatának díja
- 1999 Győr Megyei Jogú Város Művészeti díja
- 2003 Győr-Moson-Sopron Megye Önkormányzatának díja

## Külső hivatkozások
- Nagy Stoica Georgeta
- Abodi Nagy Béla
- Nagy Géza
- Dóra Abodi luxury fashion
- Nagy Géza
- Nagy Stoica Georgeta
- Abodi Nagy Béla Gallery
- Artportal Lexikon Archiválva 2010. június 23-i dátummal a Wayback Machine-ben